# Glenea lachrymosa
Glenea lachrymosa là một loài bọ cánh cứng trong họ Cerambycidae.